# Enrico Garozzo
Enrico Garozzo (Catania, 21 de junho de 1989) é um esgrimista italiano, medalhista olímpico.

## Carreira

### Rio 2016
Enrico Garozzo representou seu país nos Jogos Olímpicos de Verão de 2016, na espada. Na competição por equipes conquistou a medalha de prata ao lado de Andrea Santarelli, Marco Fichera e Paolo Pizzo.
Ele é irmão de Daniele Garozzo.